# Селитрянка Шобера
Селитря́нка Шо́бера (лат. Nitraria schoberi) — типовой вид цветковых растений рода Селитрянка (Nitraria) семейства Селитрянковые (Nitrariaceae).

## Ботаническое описание
Кустарник до 1,5 (редко 2) м высотой и до 6 м в поперечнике. Побеги крепкие, колючие, ветвистые, покрытые беловатой корой. Листья очерёдные, продолговато-лопатчатые.
Цветки актиноморфные, собраны в соцветия (завитки). Околоцветник представлен 5 мясистыми чашелистиками, 5 желтовато-белыми лепестками, 10—15 тычинками и единственным пестиком.
Плод — шаровидно-яйцевидная односемянная костянка. Сначала плод красный, при созревании приобретает почти чёрный цвет. Цветение в мае-июне, плоды созревают в июле-августе.

## Распространение и экология
В ареал вида входят Западная Азия, Средняя Азия, Китай, Восточная Европа (Крым), Юго-Восточная Европа (Румыния), Кавказ. Встречается на территории Российской Федерации.
Растёт на солончаках в глинистой и песчаной пустыне, на щебнистых склонах нижнего пояса гор. Часть образует значительные заросли. Отличается высочайшей солевыносливостью.

## Охрана
Вид включён в Красную книгу Республики Армения, Грузии, Украины. Из субъектов РФ он занесён в Красную книгу Республики Калмыкия, Республики Дагестан, Омской и Ростовской области.

## Химический состав
В фазе бутонизации содержит на абсолютное сухое вещество: золы 22,6 %, протеина 21,3 %, жира 2,9 %, клетчатки 16,0 %, БЭВ 37,2 %; Минеральные вещества на абсолютное сухое вещество: кремний 0,22 %, фосфор 0,35 %, хлор 2,06 %, сера 0,28 %, кальций 1,62 %, магний 0,13 %, калий 3,07 %, натрий 3,09 %.

## Значение и применение
Животными не поедается. В Туркмении отмечено слабое поедание листьев верблюдами.
Ягоды солоновато-сладкие и употребляются местным населением в пищу. Зола содержит много соды и употребляется для кустарной варки мыла. Благодаря быстрому росту и декоративном виду в период цветения этот кустарник может представить интерес для культуры в пустынных условиях.